# Weißenbrunn
Weißenbrunn település Németországban, azon belül Bajorországban. Lakosainak száma 2808 fő (2023. december 31.).

## Népesség
A település népessége az elmúlt években az alábbi módon változott:
| Lakosok száma | 911  | 1597 | 2778 | 3000 | 2936 | 2913 | 2921 | 2850 | 2789 | 2808 |
|               | 1875 | 1950 | 1975 | 2011 | 2013 | 2014 | 2016 | 2018 | 2021 | 2023 |

## Fekvése
Kronachtól délre fekvő település.

## Története
A település és környéke már a kőkorszak óta lakott hely volt, az itt talált gazdag kőkori, valamint bronz korból és a korai Hallstatt időszakból származó leletek tanúsága szerint.
Weißenbrunn mai formájában azonban csak 1971 után, a bajor önkormányzati reform idején alakult ki amikor a korábban önálló települések: Eichenbühl, Gösser falu, Hummendorf, Reuth, Thonberg és Wildberg csatlakozott a nagyobb Weißenbrunni közösséghez. Kivéve Gösser falu, melynek településrészein éltek évszázadokon keresztül a hatalmas von Redwitz lovagi család és a velük rokon Ebnethek és  Wildbergek. Szintén Gösser faluban volt Redwitz főúri kastély Weißenbrunn birtokában.

## Galéria

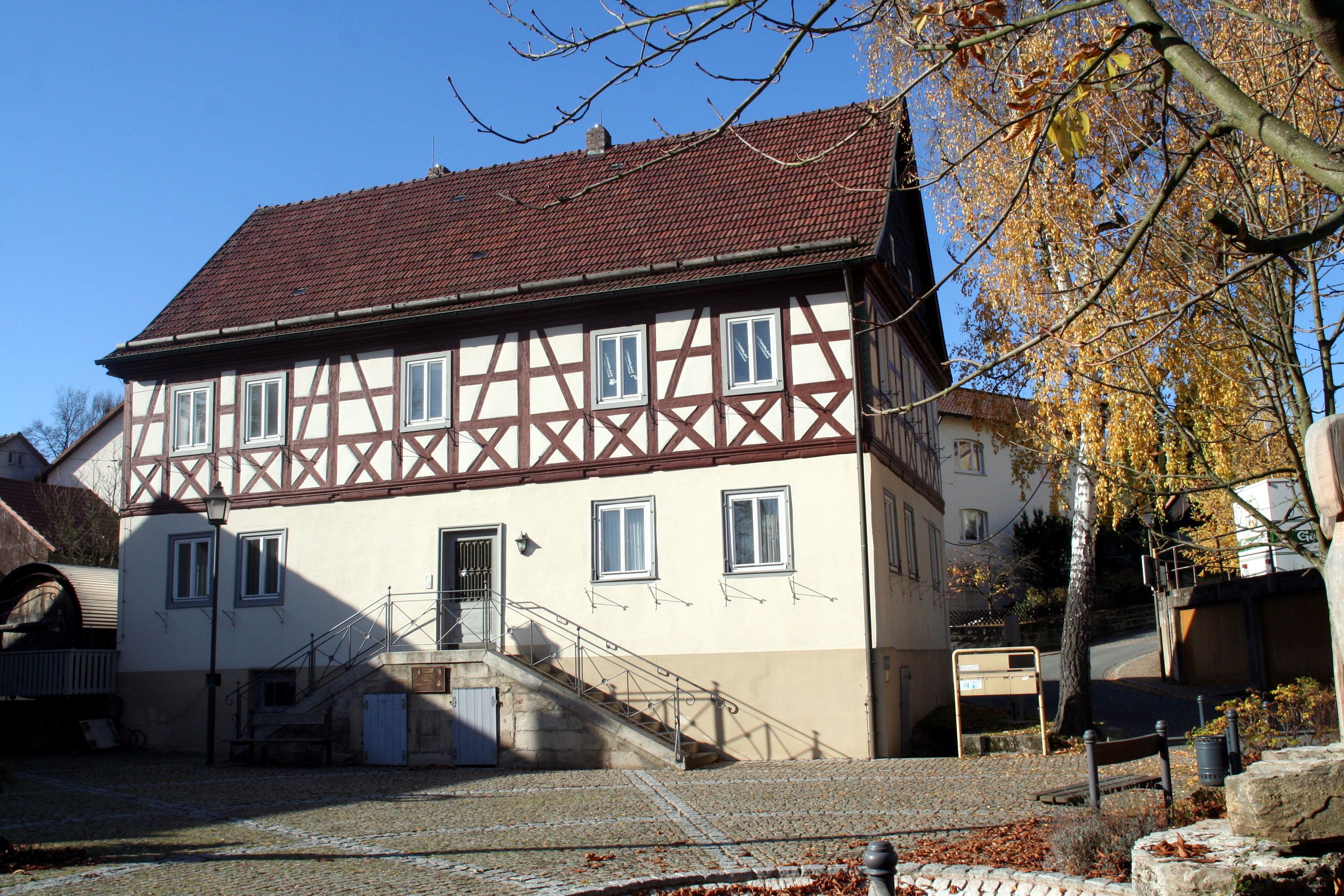
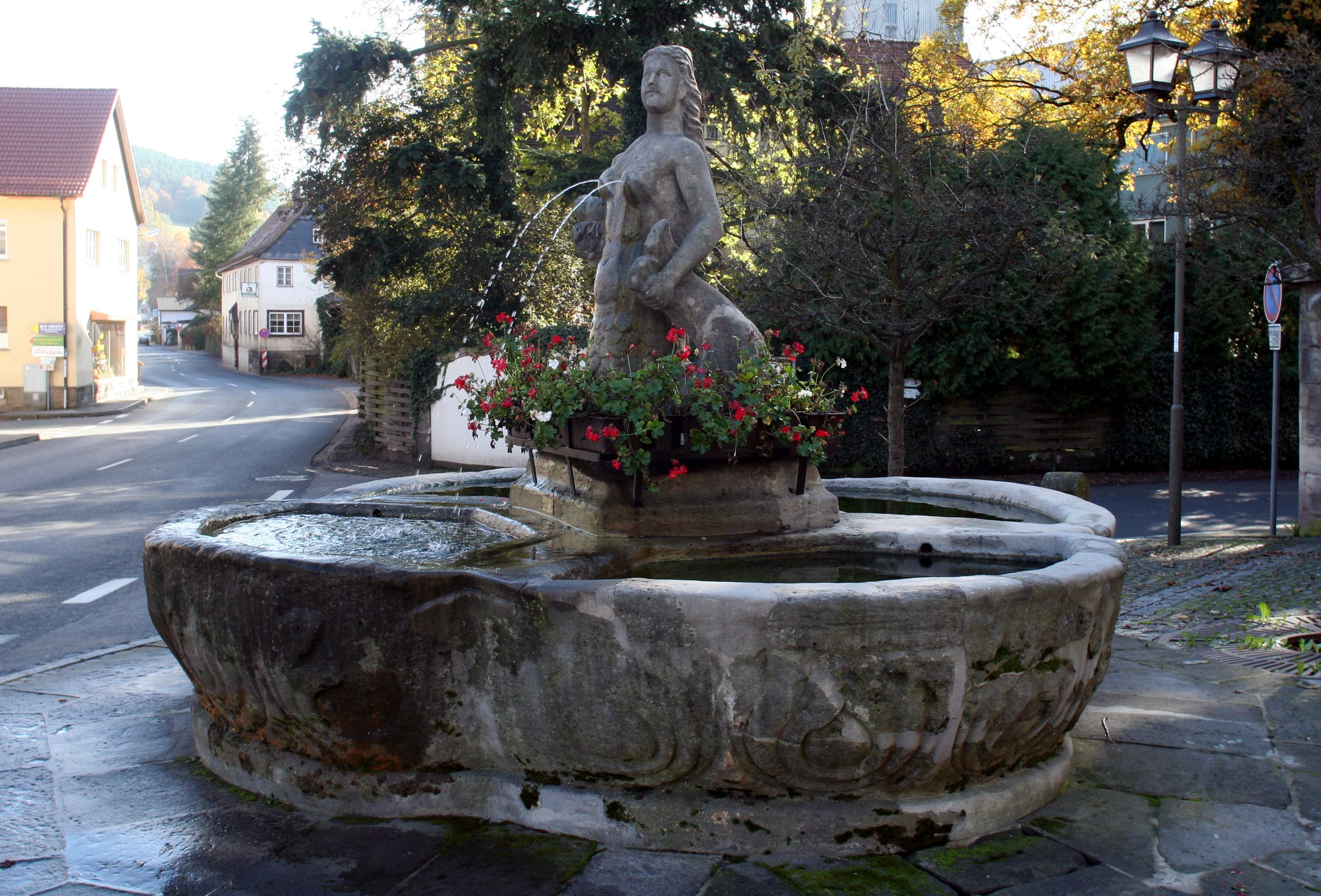
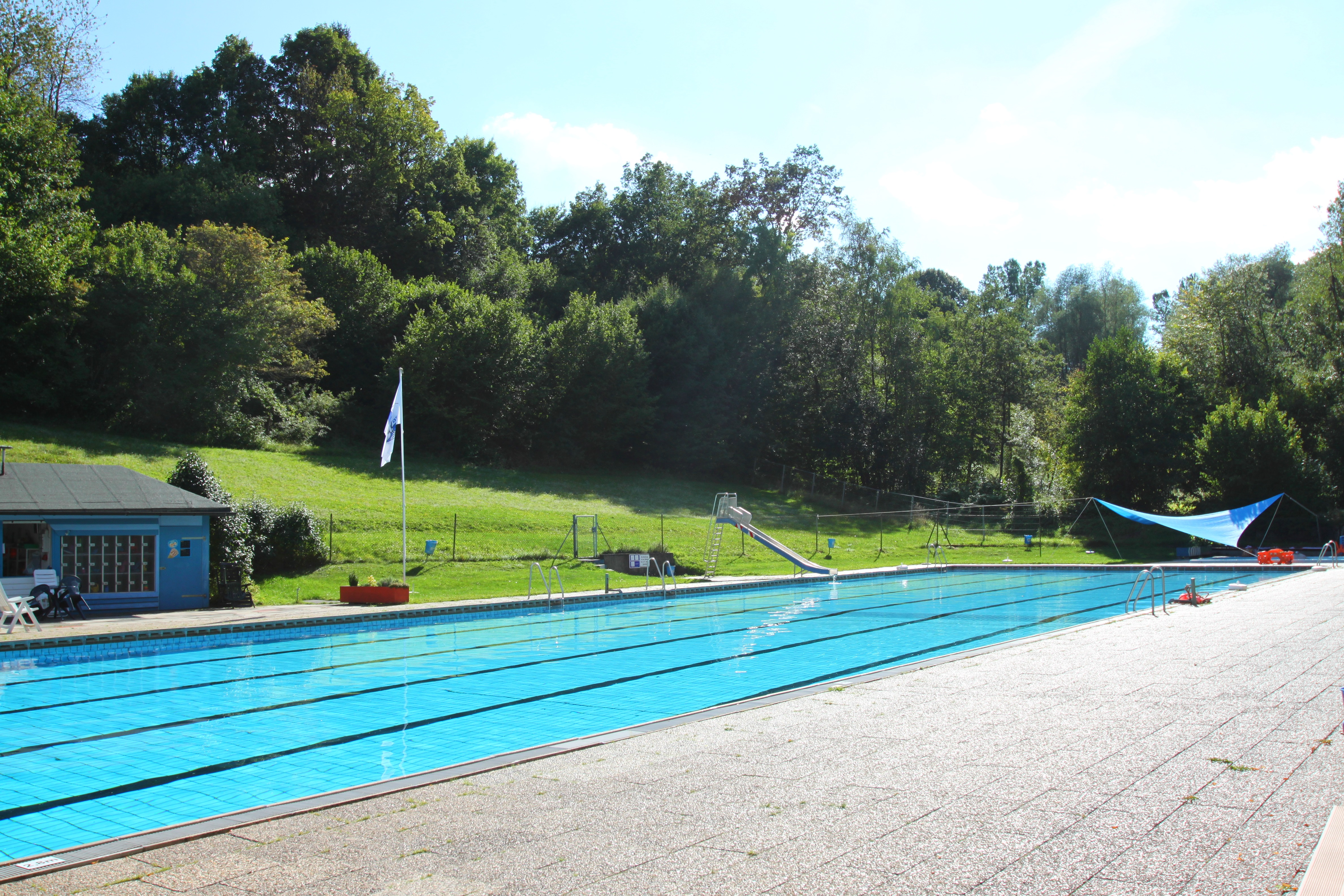
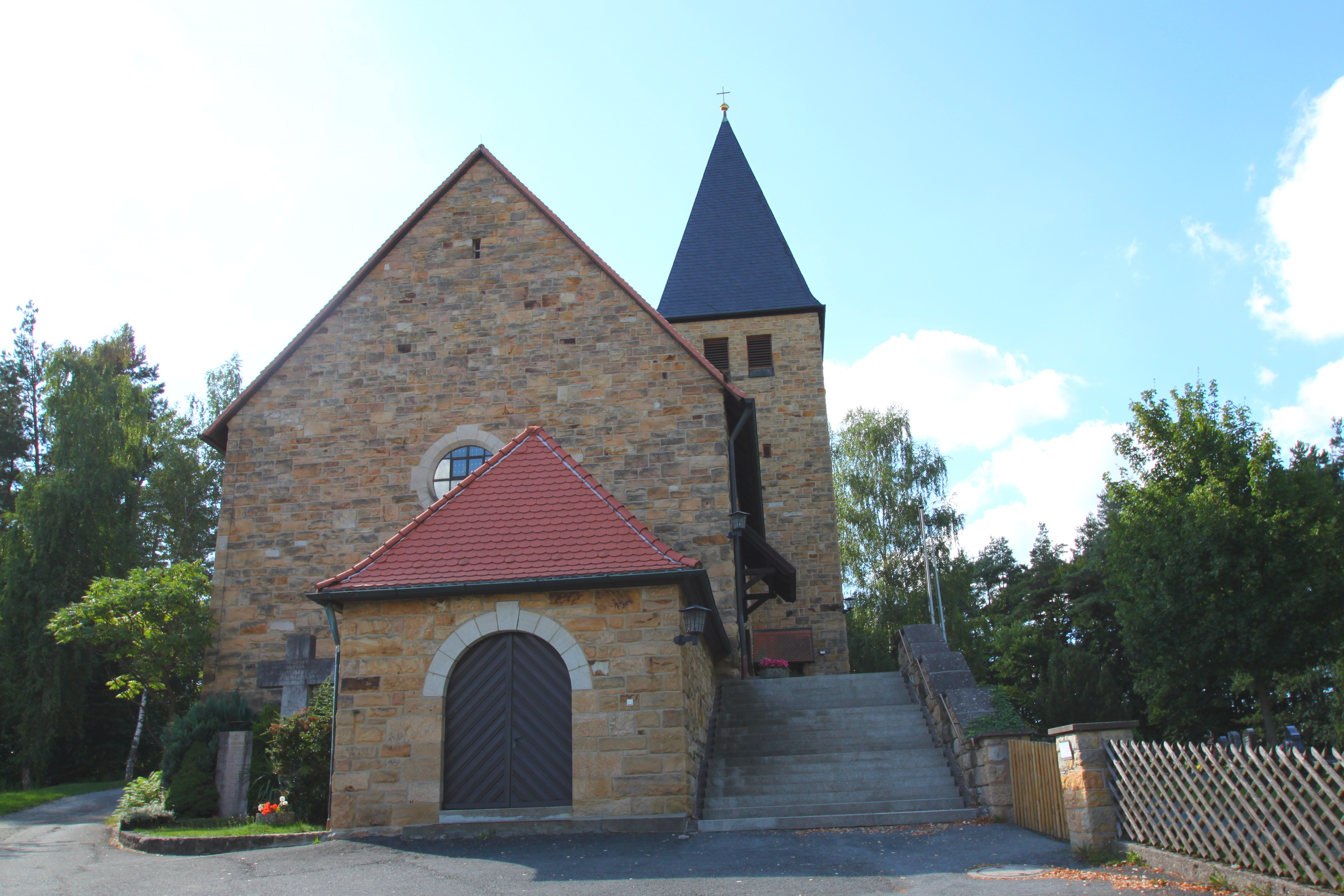
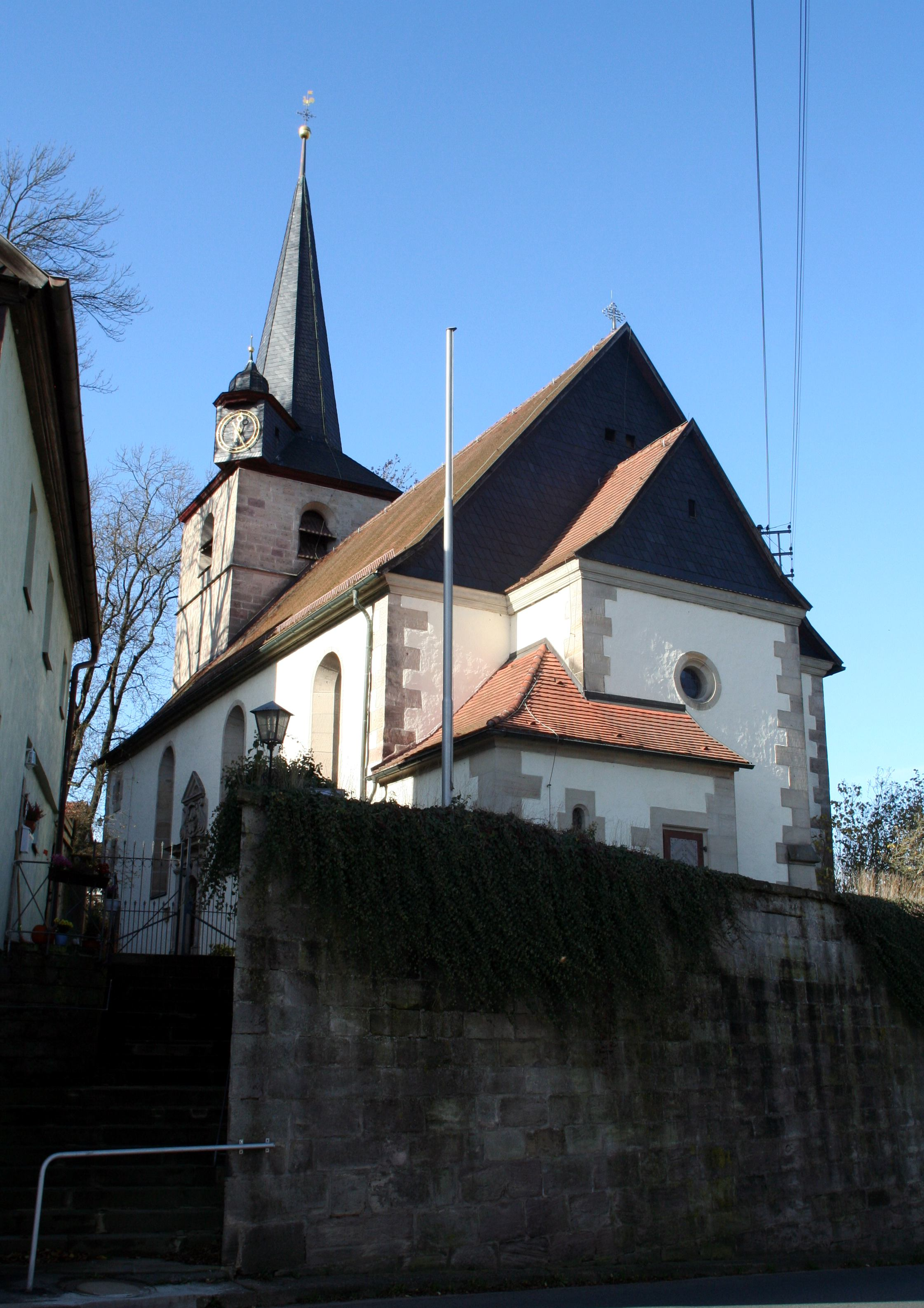
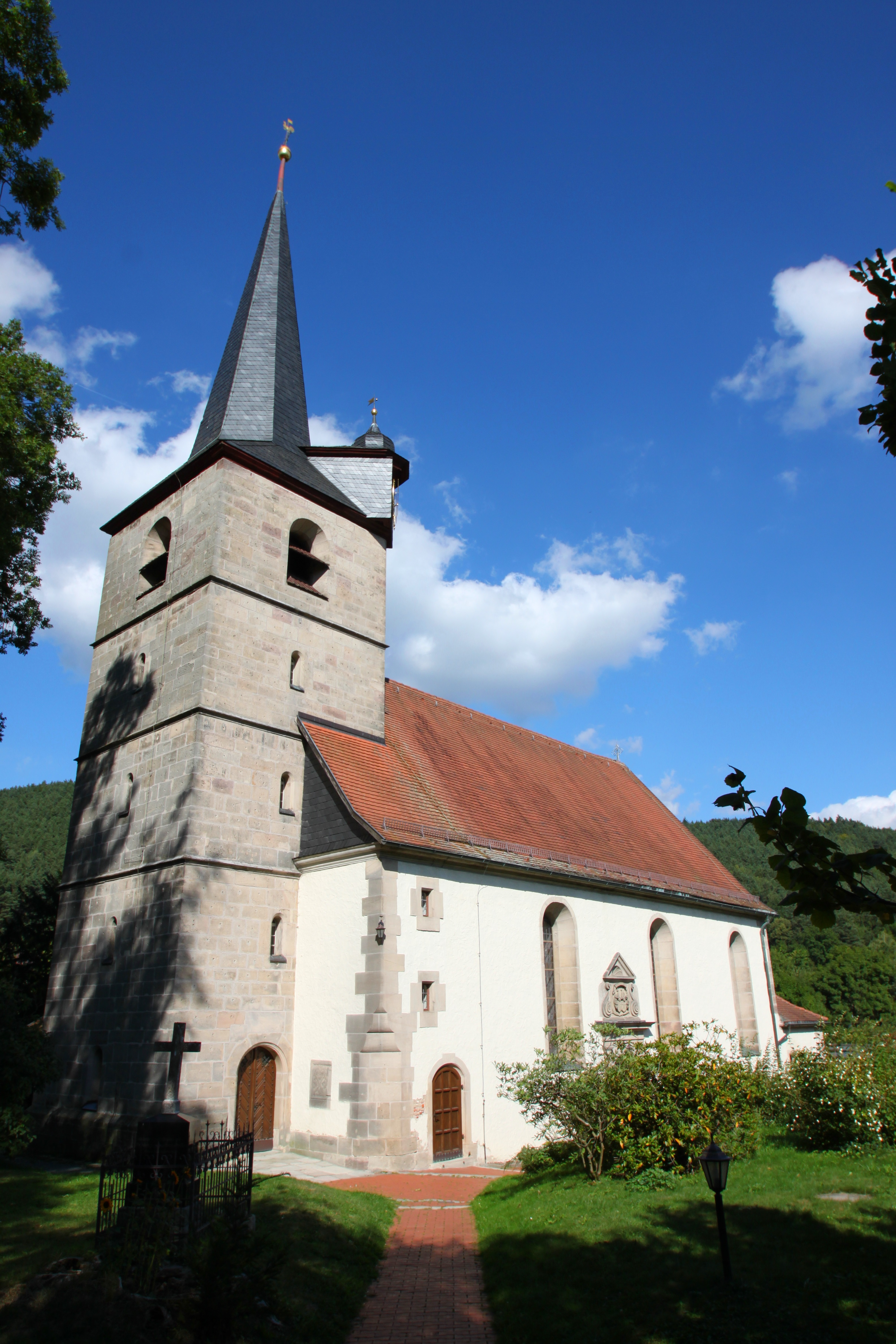